# Żarnówka Mała (potok)
Żarnówka Mała – potok, lewostronny dopływ Soły (Jeziora Międzybrodzkiego) o długości 2,19 km i powierzchni zlewni 3,3 km².
Źródła potoku znajdują się na wysokości około 510 m na południowych stokach Bujakowskiego Gronia i w dolince wciosowej między grzbietem tego szczytu a południowym grzbietem Chrobaczej Łąki. Spływa początkowo w kierunku południowym, później południowo-wschodnim przez należące do Międzybrodzia Bialskiego osiedle Żarnówka Duża. Na wysokości 324 m uchodzi do Jeziora Międzybrodzkiego tuż przed Zaporą Porąbka.